# Collins (Missouri)
Collins é uma vila localizada no estado americano de Missouri, no Condado de St. Clair.

## Demografia
Segundo o censo americano de 2000, a sua população era de 176 habitantes.
Em 2006, foi estimada uma população de 175, um decréscimo de 1 (-0.6%).

## Geografia
De acordo com o United States Census Bureau tem uma área de
0,4 km², dos quais 0,4 km² cobertos por terra e 0,0 km² cobertos por água.

## Localidades na vizinhança
O diagrama seguinte representa as localidades num raio de 16 km ao redor de Collins.